# Lars Bo Hansen
Lars Bo Hansen (ur. 24 września 1968) – duński szachista, arcymistrz od 1990 roku.

## Kariera szachowa
Jest dwukrotnym indywidualnym mistrzem Danii, złote medale mistrzostw kraju zdobył w latach 1993 i 1997. W latach 1988–2006 pięciokrotnie wystąpił w narodowej drużynie na szachowych olimpiadach, w roku 1990 zdobywając brązowy medal za indywidualny wynik (8 pkt w 11 partiach) na II szachownicy. W tym także roku otrzymał, jako trzeci Duńczyk w historii (po Bencie Larsenie i Curcie Hansenie) tytuł arcymistrza.
Do jego najważniejszych sukcesów w turniejach międzynarodowych należą I-II m. w Taastrup (1990, wraz z Lotharem Vogtem), II w Malmö (1993), I-III m. w Sztokholmie (turniej Rilton Cup, 1993/94, wraz z Jonny Hectorem i Tigerem Hillarpem Perssonem), I-II m. w Wijk aan Zee (1994, turniej B, wraz z Friso Nijboerem), I-II m. w Vejle (1994, wraz z Curtem Hansenem) oraz I-III m. w otwartym turnieju Politiken Cup w Kopenhadze (2000, wraz z Borisem Gulko i Jonnym Hectorem), jak również dzielone III m. w tym turnieju w 2004 roku.
Najwyższy ranking w karierze osiągnął 1 lipca 2001 r., z wynikiem 2586 punktów zajmował wówczas 3. miejsce wśród duńskich szachistów
Lars Bo Hansen jest autorem dwóch książek poświęconych szachowej strategii: Foundations of Chess Strategy (2005) oraz Secrets of Chess Endgame Strategy (2006).